# Red Tape Instrumentals
Albums de Evidence
The Weatherman LP
(2007) Stormwatch
(2007)
Red Tape Instrumentals est un album instrumental du rappeur Evidence, sorti le 5 juin 2007.

## Liste des titres
| No  | Titre          | Contient un (des) sample(s) de                      | Durée |
| --- | -------------- | --------------------------------------------------- | ----- |
| 1.  | Hustle On      | With Your Love de Jackie Moore                      | 2:24  |
| 2.  | The Bop        | Dance the Kung-Fu de Carl Douglas                   | 1:52  |
| 3.  | Street Lights  |                                                     | 3:00  |
| 4.  | The Vacation   |                                                     | 2:58  |
| 5.  | Hourglass      |                                                     | 1:48  |
| 6.  | The 7th Letter | You Captured My Heart de High Inergy                | 3:19  |
| 7.  | Meditation     |                                                     | 2:28  |
| 8.  | 713 Palms      |                                                     | 2:47  |
| 9.  | Amsterdam      |                                                     | 1:54  |
| 10. | Southwest      | Searchin (I've Got to Find My Lover) de High Inergy | 2:25  |
| 11. | Stadium        |                                                     | 1:50  |
| 12. | Word of Mouth  |                                                     | 2:35  |
| 13. | Peace 1st      |                                                     | 4:30  |
| 14. | Ghostwriter    |                                                     | 2:34  |
| 15. | USSR           |                                                     | 3:09  |
| 16. | Travel Plans   |                                                     | 1:50  |
| 17. | Speed          |                                                     | 4:09  |